# Enmienda de Doha

En verde: estados que ratificaron la Enmienda; gris oscuro: Estados miembro del Protocolo de Kioto que no ratificaron la Enmienda; gris claro: estados que no son parte del Protocolo y no ratificaron la Enmienda

La Enmienda de Doha es una extensión al Protocolo de Kioto, que entró en vigor el 31 de diciembre de 2020. La Enmienda fue acordada en la decimoctava Conferencia de las Partes (COP 18) sobre cambio climático. Allí, se ratificó el segundo periodo de vigencia del Protocolo de Kioto desde el 1 de enero de 2013 hasta el 31 de diciembre de 2020, con el acuerdo de fijar una fecha de 2015 para la elaboración de un documento sucesor, que finalmente derivó en el Acuerdo de París.
La duración de este segundo periodo del Protocolo fue de ocho años, con metas concretas al 2020. La Enmienda de Doha se aplica a aproximadamente el 11% de las emisiones mundiales anuales de gases de efecto invernadero. Además, en la Enmienda se incluyó el trifluoruro de nitrógeno como uno de los gases a ser cubiertos por la Enmienda.
En la Enmienda de Doha, 37 países tenían objetivos vinculantes: Australia, la Unión Europea, Bielorrusia, Islandia, Kazajistán, Liechtenstein, Noruega, Suiza y Ucrania. Sin embargo, este proceso denotó un débil compromiso de los países industrializados, tales como Estados Unidos, Rusia, y Canadá, los cuales decidieron no respaldar la prórroga. Bielorrusia, Kazajistán y Ucrania declararon que podían retirarse del Protocolo de Kyoto o decidir no poner legalmente en vigor la Enmienda con los objetivos de la segunda ronda. Japón, Nueva Zelanda y Rusia habían participado en la primera ronda de Kioto, pero no asumieron nuevos objetivos en el segundo período de compromiso. Otros países desarrollados sin objetivos para la segunda ronda fueron Canadá (que se retiró del Protocolo de Kioto en 2012) y Estados Unidos (que no ratificó). En octubre de 2020, 147 estados habían aceptado la Enmienda de Doha, con doce países que realizaron declaraciones y reservas.
La Enmienda entró en vigor el 31 de diciembre de 2020, tras su aceptación por el mínimo obligatorio de al menos 144 estados, aunque el segundo período de compromiso finalizó el mismo día. De las 37 Partes con compromisos vinculantes según el Anexo 1 del Protocolo de Kioto, 34 lo habían ratificado. El resultado de las conversaciones de Doha recibió una respuesta mixta, con una fuerte crítica del paquete general por parte de los pequeños estados insulares.